# 蛇荚黄耆
蛇荚黄耆（学名：Astragalus ophiocarpus）是豆科黄芪属的植物。分布于巴基斯坦、中亚、伊朗、伊拉克、阿富汗以及中国大陆的西藏等地，生长于海拔3,700米的地区，目前尚未由人工引种栽培。